# هانری یکم
هانری یکم (فرانسوی:Henri Ier)(زاده ۴ مه ۱۰۰۸ - درگذشت ۴ اوت ۱۰۶۰)، پادشاه فرانک‌ها از سال ۱۰۳۱ تا ۱۰۶۰ بود. قلمرو سلطنتی فرانسه در دوران سلطنت او به کوچک‌ترین اندازه خود رسید و به همین دلیل او اغلب به عنوان نمادی از ضعف کاپتی‌های اولیه دیده می‌شود. با این حال، این کاملاً مورد توافق نیست، زیرا سایر مورخان او را پادشاهی قوی اما واقع‌بین می‌دانند که مجبور شد سیاستی را با توجه به محدودیت‌های سلطنت فرانسه اتخاذ کند.

## زندگی
وی از دودمان کاپتی‌ها و پسر روبر دوم بود. هانری در آغاز کار به یاری همسر خواهرزاده‌اش، ویلیام یکم، دوک نورماندی (بعدها ویلیام فاتح و پادشاه انگلستان) پرداخت و بدو یاری رساند تا شورش زیردستانش را بخواباند و به فرمانروایی نورماندی دست یابد. وی در اوج قدرت فئودالیته می‌زیست.
هانری یکم را پس از مرگ در کلیسای سن-دنی به خاک سپردند. پس از مرگ پسرش فیلیپ یکم به جای پدر بر تخت نشست.